# Wapen van Woudsend

Wapen van Woudsend

Het wapen van Woudsend is het dorpswapen dat aan de Friese plaats Woudsend werd toegekend door de gemeente Súdwest-Fryslân. Hoewel het wapen geen officiële status van de Hoge Raad van Adel heeft gekregen, staat op het schild wel een gravenkroon. Het wapen is ontworpen door pastoor J.R. Van der Wal en de Fryske Rie foar Heraldyk heeft in deze geadviseerd.

## Symboliek
Het wapen is op te delen in verschillende symbolen. Elk symbool staat voor iets anders. Het gaat hierbij om de volgende vier symbolen:

### Vlakverdeling
De vlakverdeling is afgeleid van het wapen en de kleding van de karmelieten. De kleuren zijn van plek verwisseld. De drie sterren in het wapen van de karmelieten zijn verruild voor drie symbolen die bij Woudsend horen: een klaverblad, breedarmig kruis en de fleur-de-lys.

### Klaver
De klaver staat symbool voor de voorspoed die de landbouw uit de omgeving aan het dorp bracht middels kaas en boter. 

### Michaëlskruis
Het kruis kan op drie manieren verklaard worden: het is een weergaven voor de molens, de kleuren van Woudsend zijn zwart en rood en de derde mogelijkheid is dat het om een symbool van aartsengel Michaël gaat. Woudsend zou in de middeleeuwen een van de poorten van Friesland hebben gevormd, in dit geval de Sint Michaëlspoort.

### Fleur de lys
Hoewel op de heraldisch minst belangrijke plaats, vindt de gemeente de fleur-de-lys het belangrijkste symbool op het wapen. De lelie is hier toegepast als symbool voor voorspoed en vruchtbaarheid. Ook staat de lelie symbool voor Maria en later ook voor haar volgelingen in verschillende kloosters. De fleur de lys kwam later ook terecht in het wapen van Wymbritseradeel. 

## Kroon
Hoewel geen officieel wapen heeft dit wapen toch een kroon meegekregen. Van dit wapen is de kroon ook beschreven  als een kroon met groene ovale en rode ruitvormige edelstenen.

## Overeenkomstige wapens

Het wapen van de Karmelieten
Het wapen van Wymbritseradeel.
Wapen van 1975
Wapen van 1818

## Zie ook

Vlag van Woudsend